# 스카이 (프로게이머)
스카이(본명: 김하늘, 1998년 7월 17일~)는 대한민국의 전직 리그 오브 레전드 프로게이머 출신 프로게임단 지도자이다. 현역 시절 포지션은 미드라이너였으며 아이디는 Sky이다.

## 선수 생활
2016시즌을 앞두고 CJ 엔투스에 입단하면서 프로 커리어를 시작했다. 스프링 시즌 팀의 주전 미드라이너로 낙점되었다. 하지만 스프링 2라운드를 앞두고 비디디가 주전으로 도약하면서 서브 선수로 밀려났다. 서머 시즌에서도 비디디와 번갈아 출전했지만 팀의 승강전행을 막지 못했다. 팀은 승강전을 통해 챌린저스로 강등되었다. 
2017시즌을 앞두고 SK텔레콤 T1에 입단했다. 스프링 시즌에서는 출전을 하지 못했지만 우승을 경험했다. 서머 시즌에서도 출전을 기록하지 못했다.
2018시즌을 앞두고 레드 카니즈에 입단했다. 서머 시즌 팀의 주전으로 활동하면서 팀의 포스트시즌 진출에 기여했다. 윈터 시즌에서는 분전하는 모습을 보여주었지만 팀의 강등을 막지 못했다.
2019년 5월, XTEN e스포츠에 입단했다.
2020시즌을 앞두고 레드 카니즈에 입단했다.
2020년 7월, XTEN e스포츠에 입단했다. 2020시즌 종료 후 팀에서 퇴단했다.

## 지도자 경력
2021년 8월, T1의 아카데미팀 코치로 부임했다.
2022년 9월 5일, T1 1군팀 코치로 승격되었다.

## 소속팀

### 선수
| # | 팀명         | 소속 기간                   | 소속 리그 | 비고 |
| - | ------------ | --------------------------- | --------- | ---- |
| 1 | CJ 엔투스    | 2015. 12. 28.~2016. 11. 30. | LCK       |      |
| 2 | SK텔레콤 T1  | 2016. 12. 12.~2017. 11. 21. | LCK       |      |
| 3 | 레드 카니즈  | 2017. 12. 11.~2018. 10. 6.  | CBLOL     |      |
| 4 | XTEN e스포츠 | 2019. 5. 10.~2019. 11. 19.  | LLA       |      |
| 5 | 레드 카니즈  | 2019. 12. 17.~2020. 4. 9.   | BRCC      |      |
| 6 | XTEN e스포츠 | 2020. 7. 22.~2021. 1. 11.   | LLA       |      |
| 7 | T1           | 2023. 2. 15.~2023. 11. 21.  | LCK       |      |

### 지도자
| # | 팀명 | 직책            | 소속 기간                 | 소속 리그 | 비고 |
| - | ---- | --------------- | ------------------------- | --------- | ---- |
| 1 | T1   | 아카데미팀 코치 | 2021. 8. 18.~2022. 9. 5.  | LCK       |      |
| 2 | T1   | 코치            | 2022. 9. 5.~ 2023. 2. 15. | LCK       |      |

## 수상 내역

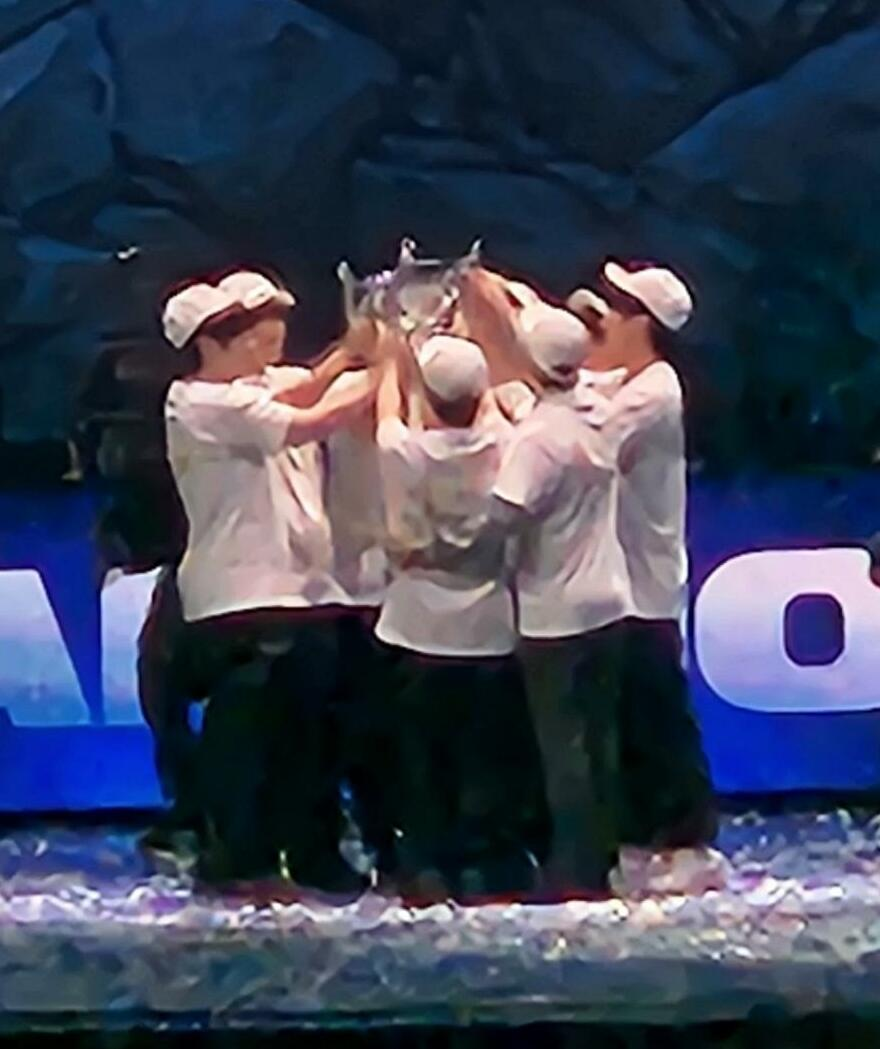
2023 월드 챔피언십 우승 사진.

### 선수
- 리그 오브 레전드 챔피언스 코리아 스프링 2017 우승 (SK텔레콤 T1)
- 리그 오브 레전드 챔피언스 코리아 서머 2017 준우승
- 2023 리그 오브 레전드 챔피언스 코리아 스프링 준우승
- 2023 리그 오브 레전드 챔피언스 코리아 서머 준우승
- 리그 오브 레전드 월드 챔피언십 2023 우승 (T1)

### 지도자
- 리그 오브 레전드 월드 챔피언십 2022 준우승